# Disolfuro di selenio
Il disolfuro di selenio è un composto inorganico con formula chimica SeS2. Tende a formare strutture ad anello, in cui il rapporto tra atomi di selenio e di zolfo è 1:2.
Viene utilizzato come antimicotico in aggiunta a shampoo per il trattamento della forfora e della dermatite seborroica sostenute da funghi del genere Malassezia. Può dare reazioni allergiche e può decolorare i capelli.